# Stevan Mićić
Stevan Mićić, né le 4 avril 1996 à Mesa en Arizona) est un lutteur serbe d'origine américaine. Né de parents serbes et ayant étudié à l'Université du Michigan, il choisit de représenter la Serbie en compétition à partir de 2018.

## Carrière sportive
Plus jeune, il participe au championnat national universitaire de lutte et obtient une médaille de bronze pour les États-Unis aux championnats du monde junior 2015 à Salvador da Bahia en moins de 55 kg.
Il concoure ensuite pour la Serbie et participe aux championnats d'Europe 2018 à Kaspiisk dans la catégorie -57kg où, après avoir été battu au premier tour par le Russe Zaur Uguyev, il est repêché et s'empare de la médaille de bronze. Aux Jeux Méditerranéens de Tarragone, il obtient la médaille de bronze dans la catégorie des 65 kg.
Aux Jeux européens de Minsk 2019, il s'incline en finale face à l'Azerbaïdjanais Mahir Amiraslanov. L'année suivante, aux championnats d'Europe à Rome, il est éliminé du tableau principal en huitièmes de finale par Süleyman Atlı mais, basculé dans le tournoi de repêchage, il obtient de nouveau la médaille de bronze face ici à l'Arménien Mihran Jaburyan.
Il représente la Serbie aux Jeux olympiques d'été de Tokyo 2020 où il se classe 14e dans le tournoi des 57 kg, après avoir été battu en huitièmes de finale par le Japonais Yūki Takahashi.
Aux Jeux méditerranéens d'Oran de 2022, il remporte le bronze dans la catégorie des -65 kg après avoir perdu en demi-finale contre l'Albanais Zelimkhan Abakarov. Il retrouve son adversaire aux championnats du monde à Belgrade et s'incline à nouveau en demi-finale mais bat le Cubain Reineri Andreu dans le dernier match pour la médaille de bronze. Il devient champion du monde l'année suivante où il prend le dessus sur ce même Zelimkhan Abakarov en demi-finale puis s'impose en finale contre le Japonais Rei Higuchi.